# Australiaena streimannii
Australiaena streimannii — вид лишайників з монотипового роду Australiaena родини каліцієві (Caliciaceae). Назва вперше опублікована 1997 року.

## Поширення та середовище існування
Зростає на затінених скелях біля водоспадів на Північній Території в Австралії.